# Friedhof Heinersdorf

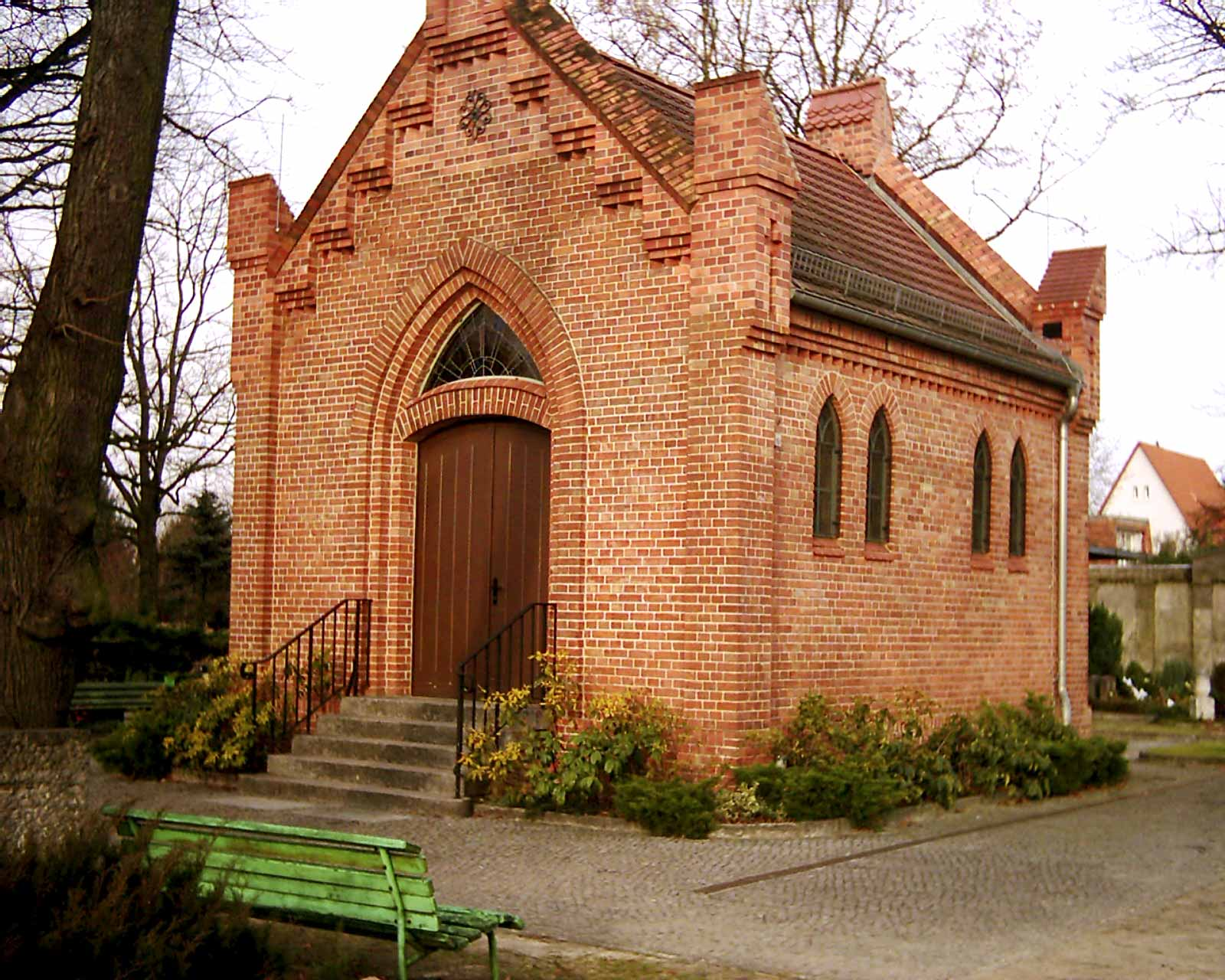
Feierhalle auf Friedhof Heinersdorf

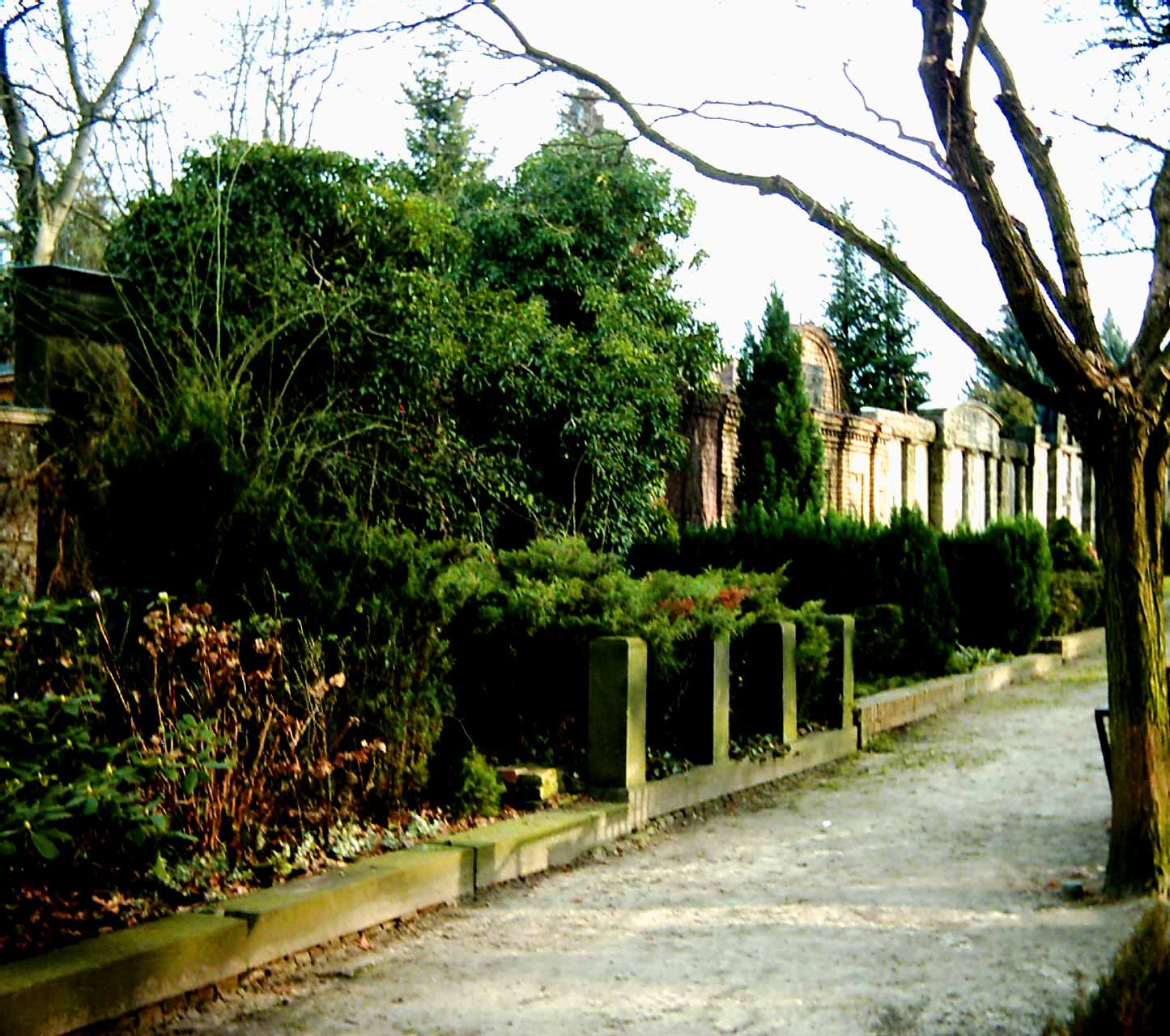
Erbbegräbniswand auf dem Friedhof Heinersdorf

Grabstätte der Familie Tinius

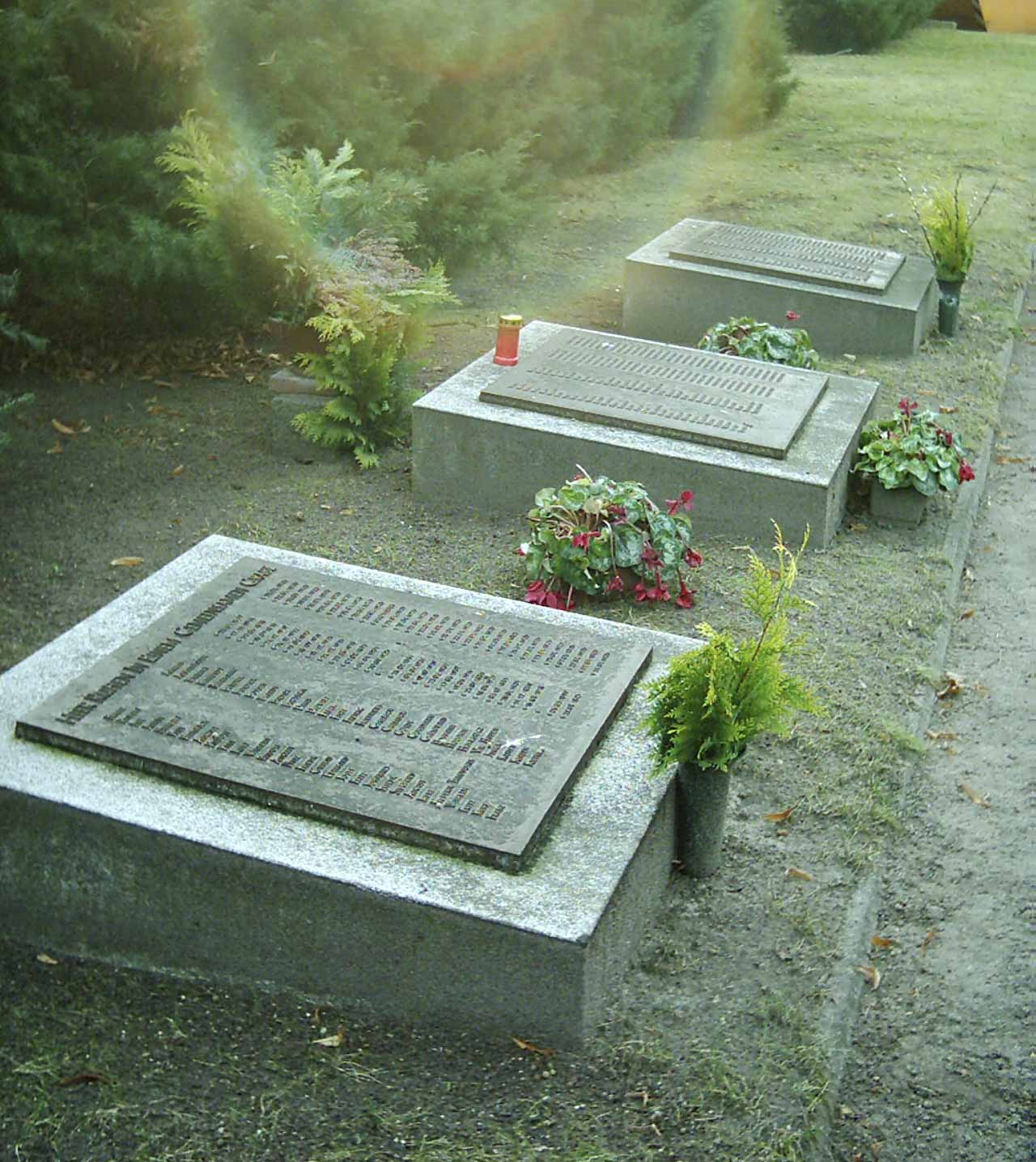
Ehrenhain für Opfer von Krieg und Gewaltherrschaft auf Friedhof Heinersdorf

Der Friedhof Heinersdorf (Pankow XIV) ist ein landeseigener Friedhof im Berliner Ortsteil Heinersdorf. Berliner Friedhöfe sind durch die historische Entwicklung der Stadt zahlreich und über das Stadtgebiet verteilt.

## Lage und Geschichte
Nach der Berliner Friedhofsliste als Nummer 5073 eingetragen, liegt er an der Romain-Rolland-Straße, im Winkel entlang der Idunastraße. Der landeseigene Friedhof Heinersdorf ist ein ausgesprochener Dorffriedhof, darauf nimmt auch die Größe von 7.222 m² Bezug.
Angelegt wurde er 1890 zunächst für die Gemeinde Heinersdorf und kam 1920 bei der Bildung von Groß-Berlin mit zu Berlin. 1905 wurde die Feierhalle gebaut. Diese wurde 2000 nach fast 100 Jahren saniert.
Heute liegt der Friedhof zwar noch am Rande von Heinersdorf, aber mitten in einer Siedlung von Ein- und kleinen Mehrfamilienhäusern.
Die Gesamtanlage steht unter Denkmalschutz, mit der Feierhalle und einer Erbbegräbniswand. Seiner Lage entsprechend sind vorwiegend eingesessene Heinersdorfer auf diesem Friedhof begraben. Bemerkenswert ist die Familiengrabanlage des Heinersdorfer Bürgermeisters und Lebensmittelfabrikanten Friedrich Tinius.
Auf dem Friedhof befindet sich eine Kriegsgräberanlage. Im Ehrenhain ruhen 88 Opfer von Krieg und Gewaltherrschaft, hinzu kommt eine Einzelgrabstätte nach dem Kriegsgräbergesetz.